# ノスタルジア (映画)
『ノスタルジア』（Nostalghia）は、ロシアの映画監督アンドレイ・タルコフスキーが1983年にイタリアで製作したイタリア、ソ連合作映画（ただしソ連の資本は入っていない）。
この映画は、18世紀のロシアの作曲家について研究するためにイタリアを訪れたロシア人作家（オレーグ・ヤンコフスキー）が、ホームシックに襲われる様子を描いていて、この映画の制作においてソ連から出国し、完成後に亡命したはタルコフスキー自身のイタリア訪問の経験から引き出された自伝的な要素を活用し、芸術と文化の翻訳不可能性をめぐるテーマを探求している。
第36回カンヌ国際映画祭にて創造大賞、国際映画批評家賞、エキュメニック賞を受賞。

## ストーリー
ロシア人作家のアンドレイ・ゴルチャコフは、助手で通訳のエウジェニアと共に、モスクワからイタリア中部のトスカーナを訪れていた。故郷ロシアに帰れば農奴となることを知りながらも帰国して自殺した作曲家、パーヴェル・サスノフスキーの取材のための旅も、終わりに近づいていた。アンドレイは心臓病を患っていた。
二人がシエーナを訪れた目的は、教会に祀られているマドンナ・デル・パルトの聖母画を見ることだったが、アンドレイは教会に入ろうとせず、エウジェニアだけが建物に入り、なかにいた男と信仰や女の人生についての議論を交わす。教会のなかでは修道女たちがイコンに祈りの言葉を捧げていた。その晩に泊まったホテルで、アンドレイは故郷の夢を見る。夢の中の風景は霧に包まれ、森があり、走り回る少女がいた。
旅の最後に立ち寄った小さな温泉街バーニョ・ヴィニョーニで、二人はドメニコという男と出会う。ドメニコはかつて「もうすぐ世界の終末が訪れる」と信じ込み、7年にわたって家族を幽閉したことから、周囲から狂人と呼ばれていた。アンドレイはドメニコに関心を示すが、エウジェニアはアンドレイとドメニコのやりとりに巻き込まれることに苛立ちを覚え、二人の元を去る。ドメニコは住処の廃屋にアンドレイを招くが、天井からはたえず水が滴っており、壁には「1+1=1」という奇妙な数式が書かれていた。ドメニコはアンドレイにベートーヴェンの第九を聴かせ、「蝋燭に火を灯し、広場の温泉を渡りきることが出来たら、世界は救済される」と言う。「君がやってくれ」と託されたアンドレイは蝋燭を受け取り、自分が代わりにそれを行うと約束する。
アンドレイがホテルの部屋に戻ると、湯を使いに来たエウジェニアが髪を乾かしていた。アンドレイの煮え切らない態度に腹を立てた肉体関係のあった彼女は、「恋人が待つローマに戻る」と言い残し、アンドレイの元を去る。いくつかの夢を見た後に、遅れてバーニョ・ヴィニョーニを去ったアンドレイは、エウジェニアからの電話を受け取る。電話の内容は「ドメニコがローマに渡り、3日間にわたって広場で演説を続けている。彼は自分があなたに頼んだことをしたかと尋ねている」というものだった。アンドレイは旅程を変更し、再びバーニョ・ヴィニョーニに戻ることにする。
ドメニコはカンピドリオ広場のマルクス・アウレリウス像に上り、人々が見守る中で演説を続けていた。「私たちは無駄と思える声に耳を傾けなければならない」「私たちの耳と目に大いなる夢の始まりを満たすのだ」 ―― 演説を終えたドメニコは頭からガソリンをかぶり、大音量で第九を流し（彼が言うところの音楽を「発動」し）ながら自らに火を放ち、駆けつけたエウジェニアや警官たちの前で焼身自殺を遂げる。第九は「Alle Menschen werden Brüder（すべての人々は兄弟となる）」の箇所で途切れてしまった。
バーニョ・ヴィニョーニに戻ったアンドレイは、温泉の湯が干上がっているのを見ると心臓病の薬を飲み、ドメニコに言われた通り蝋燭に火を付けて温泉を渡りきろうとする。しかし風が吹いており、手や上着で遮っても途中で虚しく火は消えてしまう。三度目の試みでようやく温泉を渡りきることに成功するが、温泉のへりに蝋燭を置いた直後、アンドレイは膝から崩れ落ちる。人々が駆け寄るなか、アンドレイは再び故郷の夢を見る。その夢の中では故郷の雪景色が彼を包んでいた。

## キャスト
- アンドレイ・ゴルチャコフ：オレーグ・ヤンコフスキー
- ドメニコ：エルランド・ヨセフソン
- エウジュニア：ドミツィアナ・ジョルダーノ
- ゴルチャコフの妻：パトリツィア・テレーノ
- 髪にタオルを巻いた女：ラウラ・デ・マルキ
- ドメニコの妻：デリア・ボッカルド
- 清掃婦：ミレナ・ヴコティッチ

## 受賞
- 第36回カンヌ国際映画祭で創造大賞、国際映画批評家賞、エキュメニック賞を受賞。
- 1984年度キネマ旬報ベストテン８位。
- 2012年のSight & Sound誌による史上最高の映画投票では、合計9票を獲得した。